# Kumi Naidoo
Kumi Naidoo, nascido em 1965, é um Sul-Africano ativista dos direitos humanos e foi chefe da organização ambientalista Greenpeace de 2009 até 2015.
Recentemente foi expulso com mais de 10 manifestantes do centro de conferência da ONU contra as mudanças climáticas de Durban (África do Sul). 
Naidoo, que foi ativista antiapartheid nos anos 1980 na África do Sul, participava de uma manifestação com cerca de trinta pessoas. "O que está em jogo aqui é o futuro de nossos filhos e netos", disse. "O que vemos não está à altura do que está em jogo", denunciou, ao exigir passos mais ambiciosos dos negociadores.
Naidoo tem uma filha de 17 anos, Naomi Naidoo.
Em junho de 2011, Kumi Naidoo passou quatro dias em uma prisão da Gronelândia após escalar uma plataforma de petróleo de propriedade da Cairn Energy, como parte da campanha "Go Beyond Oil" . Ele foi deportado para a Dinamarca, onde passou um curto período de tempo sob custódia dinamarquesa antes de ser liberado em Amsterdam, Países Baixos.